# Geena Davisová
Virginia Elizabeth Davis, známá jako Geena Davisová (* 21. ledna 1956 Wareham, Massachusetts), je americká herečka.

## Kariéra
Studium herectví v Bostonu ukončila v roce 1979. Od té doby hrála v řadě filmů a získala několik ocenění.
V roce 1999 se účastnila olympijské kvalifikace v lukostřelbě na Letní olympijské hry 2000 v Sydney, na olympijské hry se však nekvalifikovala.
V roce 2001 uzavřela své čtvrté manželství s Rezou Jarrahym. Narodily se jim tři děti, v roce 2002 dcera a v roce 2004 chlapci dvojčata. Předtím byla vdaná za Jeffa Goldbluma a režiséra Rennyho Harlina.
Je členkou Mensy.

## Filmografie (výběr)
- 1982 Tootsie
- 1983 Knight Rider
- 1985 Fletch
- 1986 Moucha
- 1988 Beetlejuice
- 1988 Náhodný turista
- 1990 Quick Change
- 1991 Thelma a Louise
- 1992 A League of Their Own
- 1992 Hrdina proti své vůli
- 1994 Speechless
- 1995 Cutthroat Island
- 1996 The Long Kiss Goodnight
- 1999 Stuart Little
- 2002 Stuart Little 2
- 2005 Commander in Chief
- 2005 Stuart Little 3
- 2009 Accidents Happen
- 2019 She-Ra a princezny moci

## Ocenění

### Cena Akademie
- 1989 Oscar za nejlepší ženský výkon ve vedlejší roli ve filmu Náhodný turista
- 1992 Oscar – nominace za film Thelma a Louise

### Zlatý glóbus
- 1992 Golden Globe – nominace za Thelma a Louise
- 2006 Golden Globe – ocenění za Commander in Chief

### Cena Emmy
- 2006 Emmy – nominace za Commander in Chief